# Kristian Blummenfelt
Kristian Blummenfelt (* 14. Februar 1994 in Bergen) ist ein norwegischer Triathlet. Er ist mehrfacher nationaler Meister (2014, 2015, 2016), zweifacher und amtierender Europameister (2024, 2025) und Weltmeister auf der Triathlon-Langdistanz (2021) sowie der Mitteldistanz (2022). Er gewann 2021 bei den Olympischen Spielen in Tokio die Goldmedaille.

## Werdegang
2013 wurde Kristian Blummenfelt nationaler Meister auf der Triathlon-Kurzdistanz (1,5 km Schwimmen, 40 km Radfahren und 10 km Laufen). Im Juli 2015 wurde er Dritter bei der Triathlon-Europameisterschaft auf der olympischen Distanz und im August erneut nationaler Triathlon-Meister.

### Olympische Sommerspiele 2016
Bei den Olympischen Sommerspielen 2016 belegte er in Rio de Janeiro den 13. Rang. 2017 wurde er nach neun Rennen der Saison Dritter in der ITU-Weltmeisterschaftsrennserie. Im September konnte der damals 23-Jährige im dreitägigen Rennformat den Super League Triathlon in Jersey für sich entscheiden. Bei seinem ersten Start auf der Mitteldistanz konnte er im November den Ironman 70.3 Bahrain gewinnen.

### Weltbestzeit Mitteldistanz 2018
In der Weltmeisterschaftsrennserie 2018 belegte er als bester Norweger den fünften Rang. Im Dezember konnte der damals 24-Jährige beim Ironman 70.3 Bahrain seinen Titel aus dem Vorjahr erfolgreich verteidigen und erzielte mit seiner Siegerzeit von 3:29:04 h eine neue Weltbestzeit in einem Ironman-70.3-Rennen.
Im Dezember 2019 gewann er zum dritten Mal in Folge den Ironman 70.3 Bahrain. Im Juli 2020 startete er beim Austria-Triathlon zusammen mit Casper Stornes, Gustav Iden und der Österreicherin Julia Hauser in der Staffel.

### Olympiasieger 2021
Im Juli 2021 wurde der 27-Jährige bei seinem zweiten Olympiastart in Tokio Olympiasieger im Triathlon. Der Olympiasieger erhielt für seinen Tokio-Sieg eine Einladung (Wildcard) zu einem Startplatz bei der Ironman-Weltmeisterschaft auf Hawaii (Ironman Hawaii) im Februar 2022.

### ITU-Weltmeister Triathlon 2021
Im August wurde Blummenfelt mit seinem Sieg beim Grand Final der Weltmeisterschaftsrennserie 2021 im kanadischen Edmonton ITU-Weltmeister Triathlon. Als erster Triathlet konnte der 27-Jährige im selben Jahr sowohl die Olympischen Spiele wie auch die Weltmeisterschaft für sich entscheiden.
Im November 2021 stellte Blummenfelt bei seinem Langdistanz-Debüt beim Ironman Mexico mit 7:21:12 Stunden eine neue Bestzeit auf.
Von der Professional Triathletes Organisation (PTO) wird diese Zeit allerdings nicht als offizielle Langdistanz-Zeit und damit auch nicht als Weltbestzeit anerkannt, da die Bedingungen beim Schwimmen aufgrund extremer Strömungen irregulär waren.

### Ironman Weltmeister 2021
Im Mai 2022 gewann er die erstmals außerhalb von Hawaii ausgetragenen und vom Oktober 2021 verschobenen Ironman World Championship.
Der Norweger siegte mit einer Endzeit von 7:49:01 Stunden vor dem Kanadier Lionel Sanders (7:54:03 h) und dem Neuseeländer Braden Currie (7:54:19 h).

### Sub7-Projekt 2022
Im Juni 2022 bestritt Kristian Blummenfelt einen Ironman unter „optimalen Bedingungen“, den er als erster Mann in der Geschichte in unter sieben Stunden absolvieren wollte. Dieses Projekt wurde von Chris McCormack initiiert. Neben Blummenfelt trat am 5. Juni 2022 auch der Brite Joe Skipper an. Bei den Frauen wollten am selben Tag die Schweizerin Nicola Spirig sowie die Britin Katrina Matthews eine Zeit unter acht Stunden erreichen. Blummenfelt absolvierte die Ironman-Distanz in 6:44:26 Stunden und stellte damit die schnellste je gemessene Zeit über diese Distanz auf. Die Rahmenbedingungen waren jedoch gegen die aktuell und international geltenden Regeln – so wurde das Radfahren als Mannschaftszeitfahren ausgetragen und pro Teildisziplin gab es bis zu zehn Tempomacher.

### Ironman 70.3 Weltmeister 2022
Im Oktober 2022 belegte Blummenfelt beim Ironman Hawaii (Ironman World Championship) den dritten Platz in 7:43:23 h. Das ist gleichzeitig die drittschnellste bis dahin gelaufene Zeit beim Ironman Hawaii.
Drei Wochen später wurde der 28-Jährige in St. George Ironman-70.3-Weltmeister.
Kristian Blummenfelt war 2023 der Zweitplatzierte der „Triathlon Money List“ – als bestverdienender männlicher Athlet mit 325.775 US-Dollar an Preisgeldern, hinter der Deutschen Anne Haug (335.788 US-Dollar). Im August 2024 gewann der 30-Jährige mit dem Ironman Germany sein drittes Ironman-Rennen.
Im Juni 2025 konnte er diesen Erfolg wiederholen und verteidigte den Titel als Europameister. Dabei stellte er mit einer Zeit von 7:25:57 Stunden einen neuen Streckenrekord auf.

## Sportliche Erfolge
| Datum/Jahr    | Platz | Wettbewerb                                          | Austragungsort | Zeit     | Bemerkung |
| ------------- | ----- | --------------------------------------------------- | -------------- | -------- | --- |
| 5. Aug. 2024  | 11    | Olympische Sommerspiele 2024, Mixed Relay           | Paris          | 01:27:40 | in der gemischten Staffel mit Vetle Bergsvik Thorn, Lotte Miller und Solveig Løvseth                            |
| 31. Juli 2024 | 12    | Olympische Sommerspiele 2024                        | Paris          | 01:44:27 | |
| 11. Mai 2024  | 10    | ITU World Championship Series 2024                  | Yokohama       | 01:42:46 | |
| 6. Nov. 2022  | 6     | ITU World Championship Series 2022                  | Bermuda        | 01:50:06 | |
| 21. Aug. 2021 | 1     | ITU World Championship Series 2021                  | Edmonton       | 01:44:14 | Grand Final, Weltmeister                                                                                        |
| 26. Juli 2021 | 1     | Olympische Sommerspiele 2020                        | Tokio          | 01:45:04 | Olympiasieger                                                                                                   |
| 23. Mai 2021  | 1     | ITU Triathlon World Cup                             | Lissabon       | 01:42:33 | |
| 15. Mai 2021  | 1     | ITU World Championship Series 2021                  | Yokohama       | 01:42:55 | |
| 25. Okt. 2020 | 1     | ETU Sprint Triathlon European Cup                   | Barcelona      | 00:53:53 | |
| 10. Okt. 2020 | 2     | ITU Triathlon World Cup                             | Arzachena      | 00:54:29 | |
| 31. Aug. 2019 | 1     | ITU World Championship Series 2019                  | Lausanne       | 01:50:47 | |
| 24. Sep. 2018 | 2     | Beijing International Triathlon                     | Peking         | 01:51:46 | [ 20 ] |
| 16. Sep. 2018 | 5     | ITU World Championship Series 2018                  | Gold Coast     | 01:45:04 | im letzten Rennen der Saison                                                                                    |
| 26. Aug. 2018 | 2     | ITU World Championship Series 2018                  | Montreal       | 01:48:02 | |
| 28. Apr. 2018 | 2     | ITU World Championship Series 2018                  | Bermuda        | 01:55:08 | |
| 24. Sep. 2017 | 1     | Super League Triathlon Jersey                       | Jersey         |          | Sieger im dreitägigen Rennformat                                                                                |
| 16. Sep. 2017 | 2     | ITU World Championship Series 2017                  | Rotterdam      | 01:51:28 | |
| 26. Aug. 2017 | 2     | ITU World Championship Series 2017                  | Stockholm      | 01:49:28 | |
| 6. Aug. 2017  | 2     | ITU World Championship Series 2017                  | Montreal       | 01:48:04 | |
| 13. Mai 2017  | 3     | ITU World Championship Series 2017                  | Yokohama       | 01:48:26 | |
| 28. Aug. 2016 | 1     | NOR Sprint Triathlon National Championships         | Norwegen       | 00:54:47 | |
| 18. Aug. 2016 | 13    | Olympische Sommerspiele 2016                        | Rio de Janeiro | 01:47:31 | |
| 14. Mai 2016  | 3     | ITU World Championship Series 2016                  | Yokohama       | 01:46:45 | Dritter im vierten Rennen der Saison                                                                            |
| 1. Aug. 2015  | 1     | NOR Triathlon National Championships                | Kristiansand   | 01:45:14 | |
| 11. Juli 2015 | 3     | ETU Short Distance Triathlon European Championships | Genf           | 01:53:16 | Europameisterschaft auf der olympischen Distanz                                                                 |
| 16. Aug. 2014 | 1     | NOR Sprint Triathlon National Championships         | Norwegen       | 00:56:20 | |
| 10. Aug. 2013 | 1     | NOR Triathlon National Championships                | Kristiansand   | 01:54:53 | |
| 20. Apr. 2012 | 3     | ETU Triathlon European Championship Junior Men      | Eilat          | 00:56:20 | Triathlon-Europameisterschaft Junioren                                                                          |
| 3. Juli 2010  | 52    | ETU Triathlon European Championship Junior Men      | Athlone        | 01:00:27 | Triathlon-Europameisterschaft Junioren auf der Sprintdistanz (750 m Schwimmen, 20 km Radfahren und 5 km Laufen) |

| Datum/Jahr    | Platz | Wettbewerb                       | Austragungsort  | Zeit     | Bemerkung                                                                            |
| ------------- | ----- | -------------------------------- | --------------- | -------- | ------------------------------------------------------------------------------------ |
| 18. Mai 2025  | 1     | Ironman 70.3 Pays d'Aix France   | Aix-en-Provence | 03:41:08 | Streckenrekord; Halbmarathon in 1:07:12 h                                            |
| 8. Sep. 2024  | 1     | Challenge Samarkand              | Samarkand       | 03:31:42 |                                                                                      |
| 27. Aug. 2023 | 35    | Ironman 70.3 World Championships | Lahti           | 03:53:39 |                                                                                      |
| 19. Aug. 2023 | 1     | PTO Asian Open                   | Singapur        | 03:20:48 | vor Pieter Heemeryck und Jason West                                                  |
| 5. Aug. 2023  | 3     | PTO US Open                      | Milwaukee       | 03:14:12 |                                                                                      |
| 6. Mai 2023   | 2     | PTO European Open                | Ibiza           | 03:14:13 | hinter dem Australier Max Neumann (2 km Schwimmen, 80 km Radfahren und 18 km Laufen) |
| 29. Okt. 2022 | 1     | Ironman 70.3 World Championships | St. George      | 03:37:12 | Ironman 70.3 World Championships 2022                                                |
| 24. Juli 2022 | 2     | PTO Canadian Open                | Edmonton        | 03:11:15 | hinter seinem Landsmann Gustav Iden                                                  |
| 5. März 2022  | 10    | Ironman 70.3 Dubai               | Dubai           | 03:49:06 | Reifenpanne                                                                          |
| 4. Dez. 2021  | 1     | Clash Daytona                    | Daytona Beach   | 03:08:31 | 1,7 km Schwimmen, 64,7 km Radfahren und 16,9 km Laufen                               |
| 18. Sep. 2021 | 26    | Ironman 70.3 World Championships | St. George      | 03:59:50 | Reifenpanne                                                                          |
| 7. Dez. 2019  | 1     | Ironman 70.3 Bahrain             | Manama          | 03:25:21 | Radstrecke verkürzt                                                                  |
| 8. Sep. 2019  | 4     | Ironman 70.3 World Championships | Nizza           | 03:59:21 | [ 27 ]                                                                               |
| 8. Dez. 2018  | 1     | Ironman 70.3 Bahrain             | Manama          | 03:29:04 | Weltbestzeit; Halbmarathon in 1:06:58 h                                              |
| 25. Nov. 2017 | 1     | Ironman 70.3 Bahrain             | Manama          | 03:40:24 | erster Start auf der Mitteldistanz                                                   |

| Datum/Jahr    | Platz | Wettbewerb                 | Austragungsort    | Zeit     | Bemerkung                                                                                     |
| ------------- | ----- | -------------------------- | ----------------- | -------- | --------------------------------------------------------------------------------------------- |
| 29. Juni 2025 | 1     | Ironman Germany            | Frankfurt am Main | 07:25:57 | Ironman European Championship; Streckenrekord                                                 |
| 26. Apr. 2025 | 1     | Ironman Texas              | The Woodlands     | 07:24:20 | Streckenrekord                                                                                |
| 26. Okt. 2024 | 35    | Ironman Hawaii             | Hawaii            | 08:29:58 | Ironman World Championship 2024                                                               |
| 18. Aug. 2024 | 1     | Ironman Germany            | Frankfurt am Main | 07:27:21 | Ironman European Championship; Raddistanz 177 km                                              |
| 8. Okt. 2022  | 3     | Ironman Hawaii             | Hawaii            | 07:43:23 |                                                                                               |
| 7. Mai 2022   | 1     | Ironman World Championship | St. George        | 07:49:16 | Ironman World Championship 2021                                                               |
| 21. Nov. 2021 | 1     | Ironman Mexico             | Cozumel           | 07:21:12 | Streckenrekord; Zeit wird von der PTO wegen unzulässigen Wettkampfbedingungen nicht anerkannt |

(DNF – Did Not Finish)